# Rhymbomicrus stephani
Rhymbomicrus stephani är en skalbaggsart som beskrevs av James Pakaluk 1987. Rhymbomicrus stephani ingår i släktet Rhymbomicrus och familjen svampbaggar. Inga underarter finns listade i Catalogue of Life.